# Хардал
Хардал (ḥa ḫardal, хардаль, горчичное зерно) — мера веса, распространённая в мусульманских странах, равная весу одного горчичного зерна. Хардал равен 1/25 аруззы (aruzza — рисовое зерно). Иначе хардал определялся как 1/70 серебряной хаббы (ḥabba или ḳamḥa — пшеничное зерно). В большинстве исламских стран (кроме Ирака) хабба составляла 1/60 часть веса серебряного дирхама в 2,97 г. Таким образом, 1 хардал = 1/4200 дирхама = 0,000707 г.